# Фумаратредуктаза
Фумаратредуктаза — фермент, катализирующий реакцию превращения фумарата в сукцинат. Является важным ферментом для метаболизма микроорганизмов, поскольку участвует в процессе анаэробного дыхания.
Сукцинат + акцептор ↔ фумарат + восстановленный акцептор
Фумаратредуктаза совмещает восстановление фумарата до сукцината с окислением хинола до хинона, то есть это реакция, противоположная той, что происходит под действием комплекса II дыхательной цепи переноса электронов (сукцинатдегидрогеназа). Структурно этот фермент схож с сукцинатдегидрогеназой, но кинетически способствует протеканию обратной реакции.
Фумаратредуктаза состоит из четырёх субъединиц. Субъединица A содержит сайт восстановления фумарата и ковалентно связанную простетическую группу флавинадениндинуклеотида. Субъединица B содержит три железосерных центра. Менахинол-окисляющая субъединица C состоит из пяти пронизывающих мембрану спиральных сегментов и связывает две молекулы гема b. Субъединица D, вероятно, необходима для прикрепления компонентов комплекса к цитоплазматической мембране.